# Chekhov guns (album)
Chekhov Guns is het derde studioalbum van Audiotransparent.

## Track listing
Alle nummers geschreven door Audiotransparent, behalve "Never let her slip away" (Andrew Gold).
1. "Prison yell"
2. "...and never the twine shall meet"
3. "You are a movie"
4. "Castles"
5. "The communication cord"
6. "I saw her hanging there"
7. "Under water"
8. "Best laid plans"
9. "Really white smile"
10. "Far away"
11. "Welcome closer"
12. "Never let her slip away"
13. "The Sunday of your life" (alleen op de vinyleditie)

## Muzikanten
- Bart Looman - Zang, bas, ,synth, gitaar
- Andreas Willemse - Viool, piano, synth, zang
- Gijs van Veldhuizen - Gitaar, sampler, synth, zang
- Michel Weber - Drums, percussie, zang
- Chris van der Ploeg - Gitaar, synth, zang

en
- Corno Zwetsloot - Gitaar, samples
- Ineke van Duijvenvoorde - Percussie
- Paul van der Maas - Drums in "Castles" en "Never let her slip away"
- Tony Dekker - Zang in "You are a movie"
- Erik Arnesen - Banjo in "You are a movie"
- Stefanie - zang in "Castles"
- Maaike - zang in "Really white smile"
- Sebastiaan Wiering - Cello
- Hanneke Rolden - Viool
- Karim el Fuoufhie - Fluit in "Far away"
- Andy - Stem in "Castles"